# Vintri
Koordinaten: 58° 2′ N, 22° 12′ O

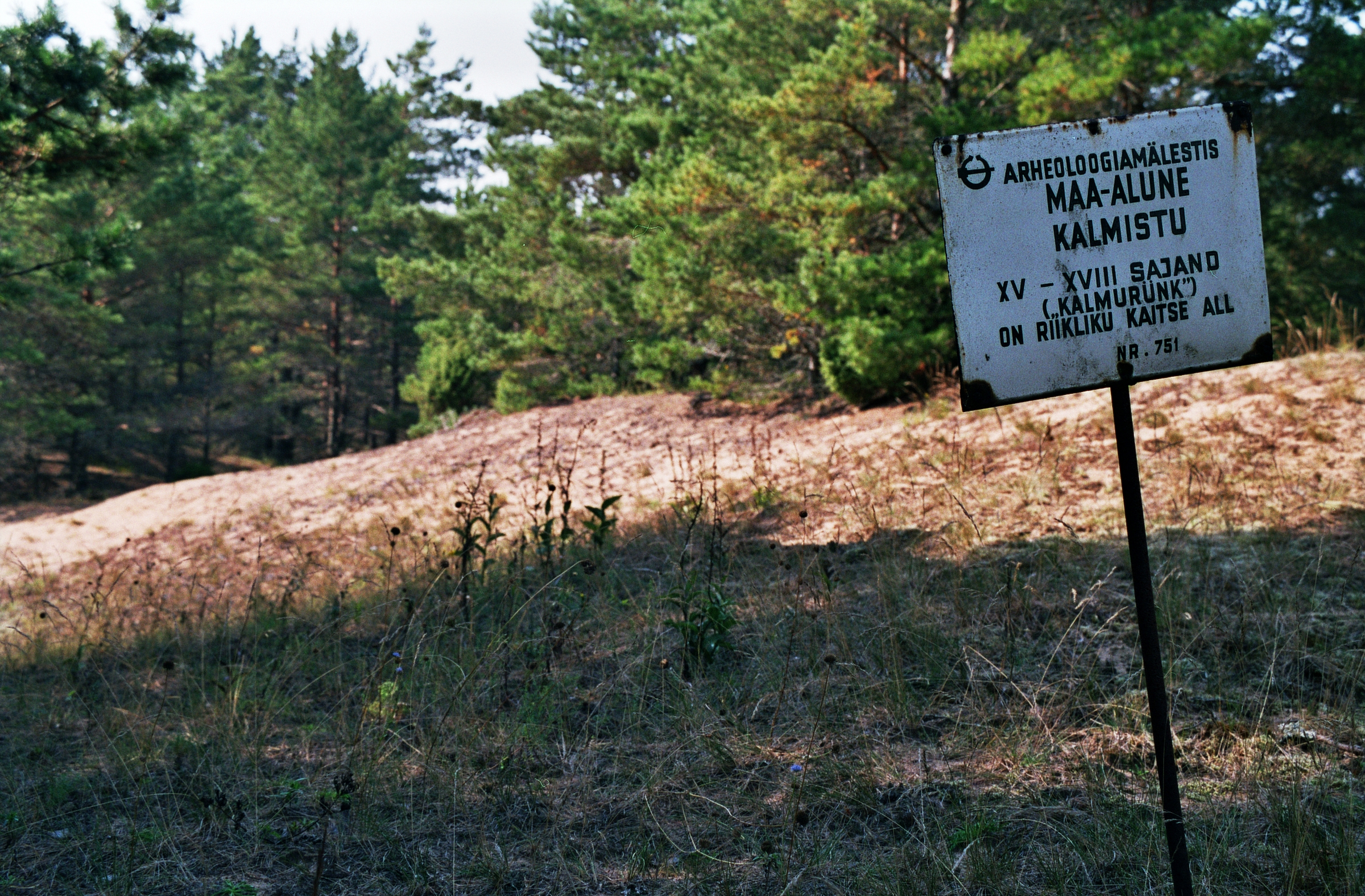
Unterirdische Gräberstätten aus dem 15. bis 18. Jahrhundert

Vintri (deutsch Wintri) ist ein Dorf (estnisch küla) auf der größten estnischen Insel Saaremaa. Es gehört zur Landgemeinde Saaremaa (bis 2017: Landgemeinde Salme) im Kreis Saare.

## Beschreibung
Das Dorf an der Ostküste der Halbinsel Sõrve hat achtzehn Einwohner (Stand 31. Dezember 2011). Es wurde 1566 unter dem Namen Wintermusz erstmals urkundlich erwähnt.
Während des Zweiten Weltkriegs fanden im September 1941 und im Oktober 1944 bei Vintri schwere Gefechte zwischen den deutschen und den sowjetischen Truppen statt. Dabei wurden unter anderen die Dörfer Vintri, Imara, Kaimri und Hindu vollständig zerstört.